# Burakumin

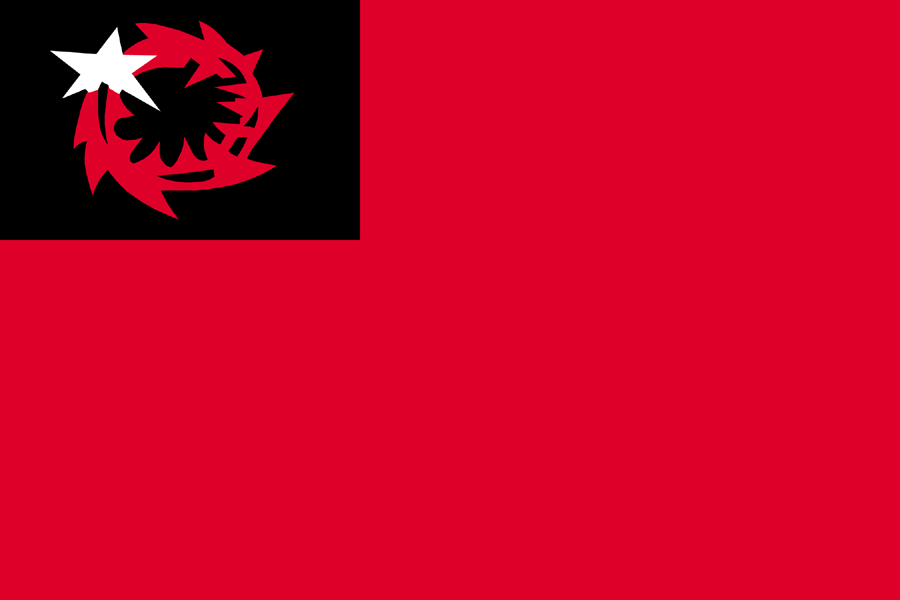
Bandera de la Liga de Liberación Buraku, una de las asociaciones que abogan por los derechos de los burakumin.

Los burakumin (部落民?) son la clase social más baja de Japón, está constituida por aproximadamente 3 millones de individuos que son étnica y lingüísticamente indistinguibles de los otros japoneses.
La discriminación de este grupo social se basa principalmente en razones ocupacionales, más específicamente, en los trabajos realizados por sus ancestros desde hace varios cientos de años.

## Sistema de castas
En el sistema de estatus formalizado durante el Shogunato Tokugawa, que empezó en el siglo XVII y duró hasta finales del siglo XIX, se arraiga un sistema de castas de cinco niveles.
Los samuráis estaban en la cúspide, seguidos por los granjeros, mientras que los carniceros, curtidores y sepultureros estaban en la base. Éstos hacían cualquier trabajo considerado impuro.
La Restauración Meiji iniciada a partir de 1868, que supuso una liberalización y modernización para Japón, trajo poco alivio a los burakumin. En un artículo de 1999 publicado en el Diario de Derechos Humanos de Harvard, la redactora Emily Su-lan Reber señalaba que en 1880 el ministro de Justicia japonés se refería a los burakumin como la gente más baja, semejante a los animales.
Cuarenta años más tarde, un asentamiento buraku fue demolido por el gobierno regional de Oita justo antes de la visita del entonces Emperador porque contenía criminales y vagabundos y era un peligro para la salud.
La discriminación oficial exacerbada por el ostracismo social y económico significaba que, de generación en generación, los estándares de vida de los burakumin estuvieran muy por debajo y, los niveles de analfabetismo, muy por encima de los del resto de los japoneses.
La desventaja social y el ostracismo continúan aún hoy a pesar de los esfuerzos oficiales para eliminar la disparidad económica. A los burakumin todavía se les considera una especie diferente por las clases altas japonesas. De ellos se dice que tienen sangre y huesos diferentes, que tienen genitales más grandes o que son animales y corren más rápido porque tienen piernas de conejo. Algunos japoneses se refieren a ellos como cuatro dedos o bestias de cuatro patas.

## Sistema de registro eficiente
Aún aquellos burakumin que pueden ir a la escuela, al bachillerato o a la universidad, estudiar y obtener títulos académicos no pueden obtener trabajos porque los japoneses han logrado perpetuar un sistema de discriminación basado en el koseki o registro del pasado familiar. El koseki, se remonta a cientos de años atrás.

## Una práctica difícil de erradicar
El koseki es la clave del pasado familiar y lo usan las empresas cuando quieren seleccionar candidatos potenciales y por los padres cuando buscan pareja para casar a sus hijos. Siempre que hay una decisión importante, o para una selección en un empleo o en matrimonio, el pasado familiar se revisa, con el fin de saber —entre otras cosas— si se es o no un burakumin.
El uso del koseki de este modo ha sido ilegal durante cerca de tres décadas, pero largas listas de burakumin han sido recopiladas, vendidas y transcritas en bases de datos electrónicas que son adquiridas aún por empresas japonesas, así como por individuos que buscan evaluar a la familia de su futura pareja antes del matrimonio.
Los suaves castigos aplicados a las empresas que llevan a cabo esta práctica ilegal no dejan esperanza de que los burakumin vayan a tener un futuro mejor. Cuando las compañías o empresas son halladas practicando este tipo de verificaciones del pasado familiar a potenciales candidatos para saber si son burakumin o tienen ancestros coreanos o chinos, a lo sumo se les aconseja mejorar sus prácticas de capacitación. Por esta razón, todavía muchos continúan con esta práctica discriminatoria.